# Pareuthria
Pareuthria is een geslacht van weekdieren uit de klasse van de Gastropoda (slakken).

## Soorten
- Pareuthria candidata (Mabille & Rochebrune, 1889)
- Pareuthria cerealis (Rochebrune & Mabille, 1885)
- Pareuthria chlorotica (Martens, 1878)
- Pareuthria fuscata (Bruguière, 1789)
- Pareuthria janseni (Strebel, 1905)
- Pareuthria michaelseni (Strebel, 1905)
- Pareuthria paessleri (Strebel, 1905)
- Pareuthria philippii (Strebel, 1905)
- Pareuthria plicatula Thiele, 1912
- Pareuthria powelli Cernohorsky, 1977
- Pareuthria regulus (Watson, 1882)
- Pareuthria ringei (Strebel, 1905)
- Pareuthria rosea (Hombron & Jacquinot, 1848)
- Pareuthria turriformis Egorova, 1982
- Pareuthria valdiviae (Thiele, 1925)
- Pareuthria venustula Powell, 1951

### Gesynonimiseerd
- Pareuthria campbelli (Filhol, 1880) => Pareuthria fuscata (Bruguière, 1789)
- Pareuthria hoshiaii Numanami, 1996 => Falsimohnia hoshiaii (Numanami, 1996)
- Pareuthria innocens (E. A. Smith, 1907) => Falsimohnia innocens (E. A. Smith, 1907)
- Pareuthria magellanica (Philippi, 1849) => Pareuthria fuscata (Bruguière, 1789)
- Pareuthria plumbea (Philippi, 1844) => Pareuthria fuscata (Bruguière, 1789)